# Thomaz Bellucci
Thomaz Cocchiarali Bellucci, född 30 december 1987 i Tietê, är en professionell brasiliansk tennisspelare. Hans högsta rankning i världen hittills var 21, som han hade den 26 juli 2010.